# Bellevue (Sarthe)
Pour les articles homonymes, voir Bellevue.
Le quartier de Bellevue ou Bellevue-Carnac est un quartier situé à cheval sur les communes de Coulaines et du Mans, situé dans le secteur nord-est de la ville du Mans et du sud-est de la ville de Coulaines.
Depuis 2015, il est regroupé avec Carnac pour former un quartier prioritaire comptant 4 185 habitants en 2018.

## Présentation
Ce quartier est défini comme zone urbaine sensible, au titre de la Politique de la ville en décembre 1996 par l'INSEE, avant de devenir un quartier prioritaire en 2015. Il est composé essentiellement (à 70 %) d'immeubles de logements sociaux (barres et tours) et de quelques pavillons. Il est situé sur une butte et ses contreforts, ce qui le rend particulièrement voyant de tout le nord/nord ouest de la ville et de l'agglomération. L'opération Coulaines-Bellevue destinée à construire de nombreux logements se réalise de 1963 à 1971. En 8 ans, on créé 1605 logements HLM et 820 maisons individuelles. Un centre commercial nommé Bruxelles-Belgrade est créé sur le plateau en 1964 puis un autre 4 ans plus tard sur la place de l'Europe. Sur la partie mancelle, l'église Saint-Paul de Bellevue est réalisée en 1967 grâce aux aides financières de la ville. Dans les années 1980, les constructions se poursuivent. En 1979 c'est la création du groupe Madrid comprenant 29 logements. Le bâtiment "Être Louzier" et ses 51 logements sont construits en 1981. Le quartier compte environ 4 200 habitants.
Malgré son homonymie et sa proximité géographique, le lycée Bellevue n'est pas inclus dans le quartier du même nom et dépend du quartier Banjan-Croix de Pierre. Au Mans, le groupe scolaire Le Plateau est réalisé de 1964 à 1968 comprenant maternelle, primaire et collège, ainsi qu'un gymnase. La commune de Coulaines dispose d'un groupe scolaire et d'un gymnase (Albert Camus).
La Zone Urbaine Sensible de Bellevue bénéficie d'un projet de rénovation urbaine, porté par les deux communes, et mené dans le cadre d'une convention pluriannuelle, signée le 4 février 2010, avec l'ANRU (Agence Nationale pour la Rénovation Urbaine) sur la période 2009-2013 : le programme comporte notamment la réhabilitation de 670 logements sociaux, la démolition reconstruction du "Pôle d'excellence éducative Albert Camus", l'aménagement de  la place de l'Europe, etc. pour un montant global de près de 27 M€.

## Géographie
Le quartier est situé au nord-est de la ville du Mans, à la jonction avec la ville de Coulaines. Il se situe sur la rive gauche de la Sarthe. L'ensemble est délimité au nord par les avenues de Bruxelles et de Belgrade. À l'extrémité sud se trouve la rue de Banjan et l'avenue Paul Louis Jacques. À l'est le quartier est délimité par les rues de Ballon et Henry Delagénière. Le cœur du quartier comprenant les tours HLM est situé sur une butte délimitée d'est en ouest par les rues de Budapest et de Sargé. L'INSEE définit le quartier comme partie du grand ensemble Bellevue-Maillets.
|                        | Coulaines              |            |
| Banjan-Croix de Pierre | Quartier Bellevue      | Fontenelle |
|                        | Banjan-Croix de Pierre |            |

## Réaménagement

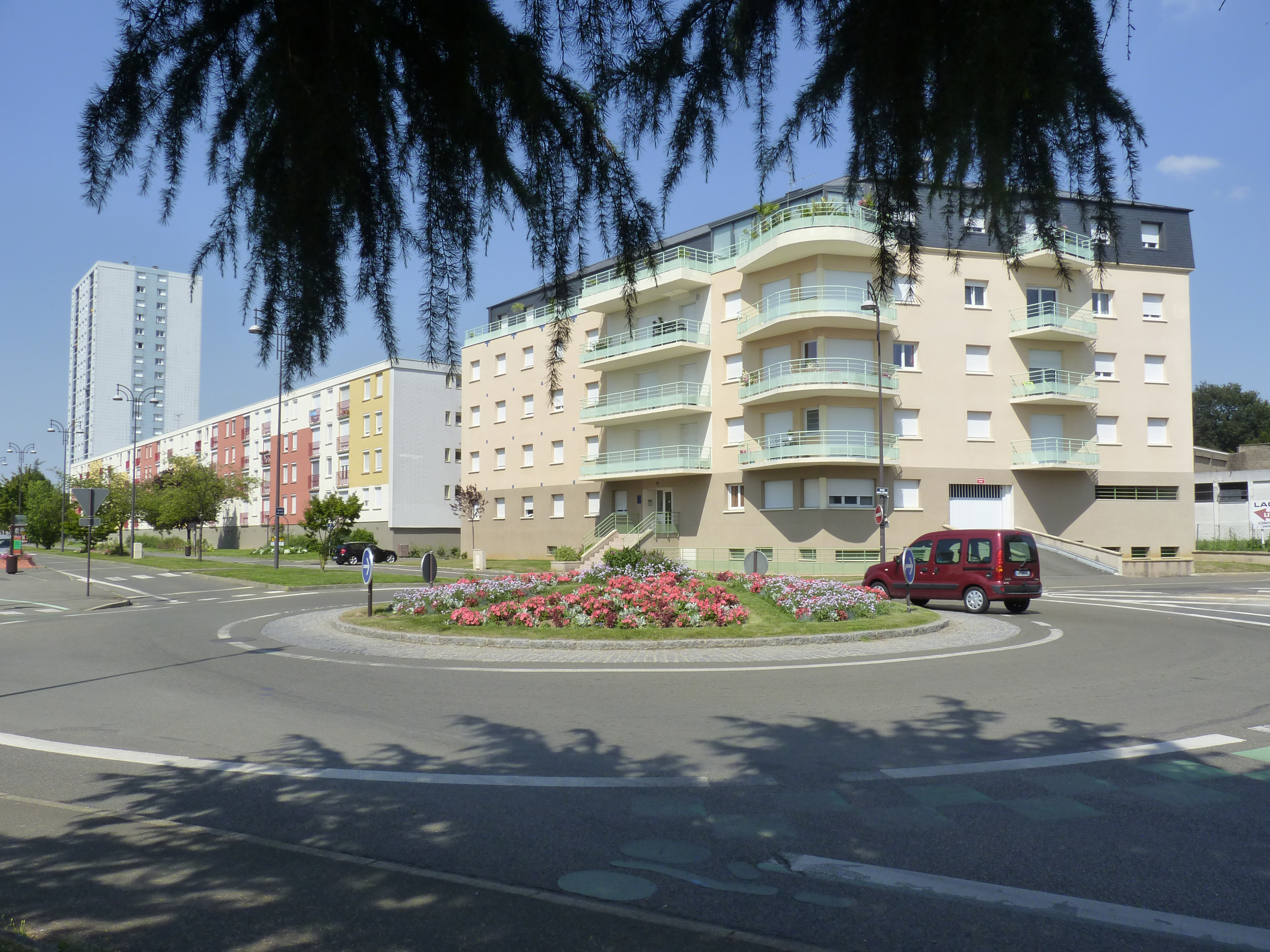
Boulevard Saint-Michel.

Un projet de rénovation du quartier a été proposé par la mairie puis admis par l'État le 4 juin 2009. Le projet étalé sur cinq ans, coûtera environ 26,6 millions d'euros. La première tranche comprend la rénovation de 669 logements notamment pour des réfections internes comme l'installation de doubles vitrages ou de la ventilation. Un nouveau pôle scolaire de la maternelle au collège sera construit sous le nom de groupe scolaire Albert Camus. La 7e bibliothèque du réseau culturel de la ville du Mans sera également inaugurée juste à côté. Le coût total du « pôle d'excellence éducative » sera de 12,3 millions d'euros.

## Insécurité
Le 23 mars 2022, le quartier est endeuillé par la mort de Laïk Nanor, 16 ans, tué au couteau à proximité de la fête foraine. Dans cette affaire, treize habitants du quartier Ronceray-Glonnières âgés de 15 à 19 ans sont poursuivis pour assassinat, la victime étant selon l'instruction de la justice, tombée dans un guet-apens, pourchassée, tabassée et achevée de plusieurs coups de couteau. La scène filmée est diffusée sur les réseaux sociaux et assortie de menaces. Une jalousie liée au rap et au sport est évoquée, Laïk étant une figure remarquée du quartier Bellevue. Une rivalité ancienne perdure entre les deux quartiers, et de récentes rixes avaient contribué à une escalade des tensions,,.

## Panorama

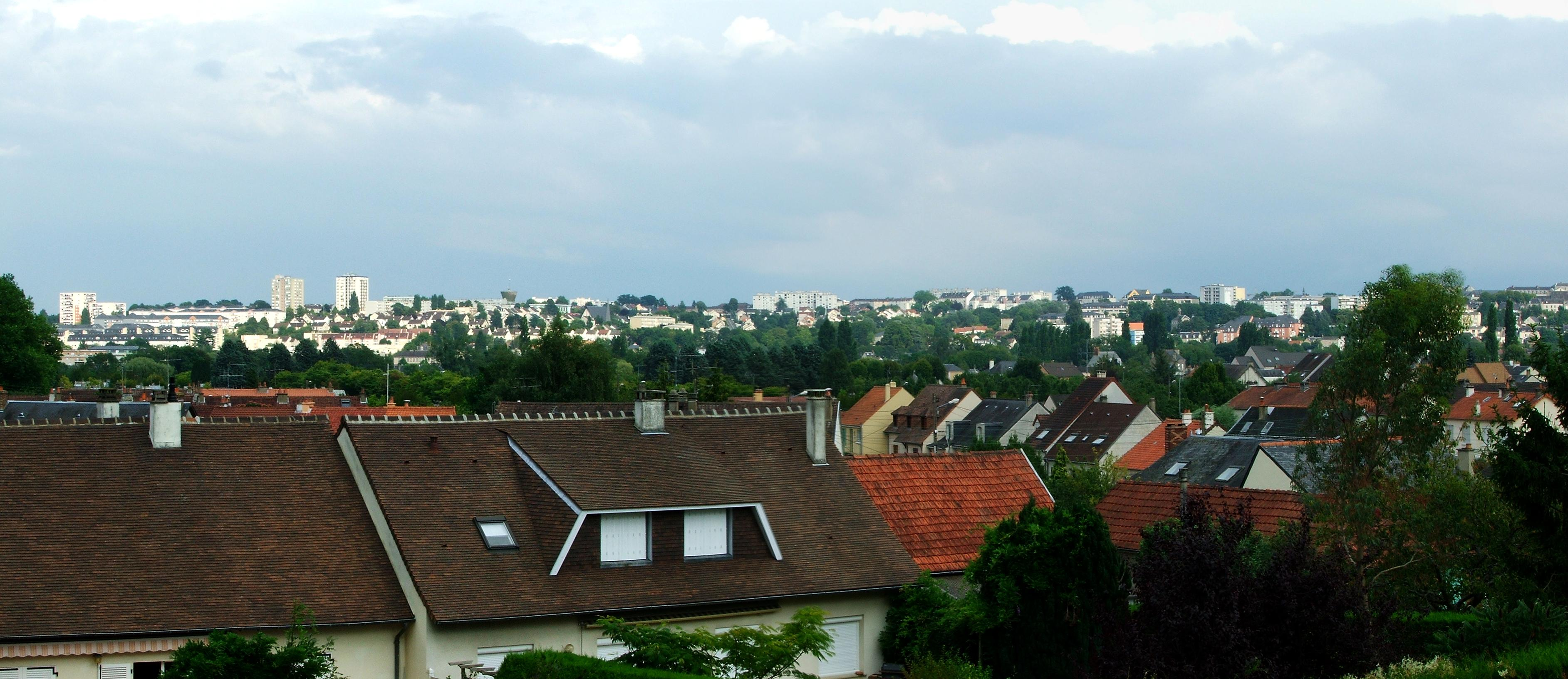
Panorama depuis Gallière